# Gulbröstad timalia
Gulbröstad timalia (Schoeniparus cinereus) är en fågel i familjen marktimalior inom ordningen tättingar.

## Kännetecken

### Utseende
Gulbröstad timalia är en mycket liten (10-11 cm) grön och gul fågel med ett långt svartkantat gult ögonbrynsstreck. Den är gul på strupe och bröst, medan ovansidan är grön.

### Läten
Sången är en upprepad serie med mycket ljusa och tunna toner.

## Utbredning och systematik
Gulbröstad timalia förekommer från Nepal till nordöstra Myanmar, södra Kina (Yunnan) och norra Laos. Den behandlas som monotypisk, det vill säga att den inte delas in i några underarter.

### Släktes- och familjetillhörighet
Länge placerades arterna i Schoeniparus, Lioparus, Fulvetta och Alcippe i ett och samma släkte, Alcippe, men flera genetiska studier Senare genetiska studier visar att de är långt ifrån varandras närmaste släktingar och förs nu istället vanligen till tre olika familjer: Schoeniparus i marktimaliorna, Fulvetta och Lioparus i sylviorna, och Alcippe i fnittertrastarna eller i den egna familjen Alcippeidae.

## Levnadssätt
Fågeln hittas i städsegrön lövskog, ofta intill gläntor, stigar, vattendrag och andra mer öppna ytor. Födan består antagligen av ryggradslösa djur som den födosöker efter i den täta undervegetationen. Fågeln häckar mellan april och juli, men mest i maj–juni, i Indien och Myanmar. Utanför häckbningstid ses den i grupper om fem till tio fåglar. Arten är stannfågel.

## Status och hot
Arten har ett stort utbredningsområde och en stor population, men tros minska i antal på grund av habitatförstörelse och fragmentering, dock inte tillräckligt kraftigt för att den ska betraktas som hotad. Internationella naturvårdsunionen IUCN kategoriserar därför arten som livskraftig (LC). Världspopulationen har inte uppskattats men den beskrivs som sparsamt till lokalt frekvent förekommande.